# برای عشق و افتخار
«برای عشق و افتخار» (ترکی استانبولی: Kabadayı) یک فیلم ترکیه‌ای در سبک اکشن، درام، و جنایی، مافیایی، به کارگردانی اُمر ورگی است که در سال ۲۰۰۷ منتشر شد. از بازیگران آن می‌توان به کنان ایمیرزالی اوغلو و آصلی تاندوغان اشاره کرد.

## شخصیت‌ها
- علی عثمان (شنر شن) ، که قلدری را کنار گذاشته است. بعد از سال‌ها درمیابد که از همسر سابقش، عفت، پسری به نام مراد دارد.
- دوران (کنان ایمیرزالی اوغلو) ، یک مافیایی قوی، که عاشق معشوقهٔ مراد است.
- مراد (ژاسماعبل حاجی‌اوغلو) ، پسر علی عثمان
- کاراجا (آصلی تاندوغان)، دوست دختر مراد
- بیرول، دوست علی و عفت
- سلیم، دست راستی دوران
- جمیل، دوست علی عتمان
- طوفان، رئیس دوران